# Vuelta a Colombia 2005
La 55.ª edición de la Vuelta a Colombia (patrocinada como: Vuelta a Colombia Bancafé 2005) tuvo lugar entre el 24 de julio y el 7 de agosto de 2005. El boyacense Libardo Niño Corredor se coronó por tercera vez como campeón de la Vuelta con un tiempo de 54 h, 24 min y 55 s. La última etapa consistió en un circuito de 113 km en Bogotá ganado por Mauricio Soler.

## Equipos participantes
| Equipo                                          | Categoría  |
| ----------------------------------------------- | ---------- |
| Aguardiente Antioqueño-Lotería de Medellín-Idea | Aficionado |
| Alcaldía de Cabimas (Venezuela)                 | Aficionado |
| Ciclo Ases Cundinamarca                         | Aficionado |
| Coordinadora loteboy Idermeta                   | Aficionado |
| Frutidelicias Frugos                            | Aficionado |
| Indeportes Boyacá Conalmicros                   | Aficionado |
| Los Plinios–Alcaldía de Fusagasugá              | Aficionado |
| Lotería de Boyacá-Coordinadora                  | Aficionado |
| Mixto 1                                         | Aficionado |
| Mixto 2                                         | Aficionado |
| Orbitel                                         | Aficionado |
| Selección de Bolivia (Bolivia)                  | Aficionado |
| Selle Italia-Gobernación de Norte Santander     | Aficionado |

## Etapas
| Etapa      | Fecha       | Recorrido                     | Distancia (km) | Ganador                 | Líder                  |
| ---------- | ----------- | ----------------------------- | -------------- | ----------------------- | ---------------------- |
| Prólogo    | 24 de julio | Pitalito                      | 5,7 (CRI)      | Alejandro Iván Cortés   | Alejandro Iván Cortés  |
| 1.ª etapa  | 25 de julio | Pitalito - Yaguará            | 226,9          | Manuel Medina           | Alejandro Iván Cortés  |
| 2.ª etapa  | 26 de julio | Neiva - Agua de Dios          | 198            | Nilton Ortíz            | Carlos Ospina          |
| 3.ª etapa  | 27 de julio | Melgar - Armenia              | 180,4          | Walter Pedraza          | Walter Pedraza         |
| 4.ª etapa  | 28 de julio | Armenia - Cali                | 185,7          | Javier de Jesús Zapata  | Javier de Jesús Zapata |
| 5.ª etapa  | 29 de julio | Cali - El Cerrito             | 41,2 (CRI)     | Libardo Niño Corredor   | Heberth Gutiérrez      |
| 6.ª etapa  | 30 de julio | Palmira - Santa Rosa de Cabal | 197,6          | Vladimir González       | Heberth Gutiérrez      |
| 7.ª etapa  | 31 de julio | Chinchiná - Medellín          | 202,2          | Graciano Fonseca        | Javier de Jesús Zapata |
| 8.ª etapa  | 1 de agosto | Medellín - Jericó             | 113,1          | Daniel Rincón           | Javier de Jesús Zapata |
| 9.ª etapa  | 2 de agosto | Jericó - Ciudad Bolívar       | 124,3          | Jorge Humberto Martínez | Javier de Jesús Zapata |
| 10.ª etapa | 3 de agosto | Ciudad Bolívar - Palestina    | 188,7          | Fernando Camargo        | Javier de Jesús Zapata |
| 11.ª etapa | 4 de agosto | Chinchiná - Mariquita         | 138,6          | Uberlino Mesa           | Hernán Buenahora       |
| 12.ª etapa | 5 de agosto | La Dorada - Fontibón          | 175,6          | Víctor Niño             | Hernán Buenahora       |
| 13.ª etapa | 6 de agosto | Bogotá                        | 20,9 (CRI)     | Hernán Buenahora        | Hernán Buenahora       |
| 14.ª etapa | 7 de agosto | Bogotá Circuito               | 113            | Mauricio Soler          | Libardo Niño Corredor  |

## Clasificaciones finales
Las clasificaciones finalizaron de la siguiente forma:

### Clasificación general
| Clasificación general |                        |                                                 |                  |
| Ciclista              | Ciclista               | Equipo                                          | Tiempo           |
| --------------------- | ---------------------- | ----------------------------------------------- | ---------------- |
| 1.º                   | Libardo Niño Corredor  | Lotería de Boyacá-Coordinadora                  | 53 h 24 min 55 s |
| 2.º                   | Walter Pedraza         | Orbitel                                         | + 1 min 14 s     |
| 3.º                   | Álvaro Sierra          | Orbitel                                         | + 1 min 34 s     |
| 4.º                   | Javier de Jesús Zapata | Orbitel                                         | + 1 min 44 s     |
| 5.º                   | Alexis Castro          | Aguardiente Antioqueño-Lotería de Medellín-Idea | + 1 min 48 s     |
| 6.º                   | Mauricio Soler         | Orbitel                                         | + 3 min 24 s     |
| 7.º                   | Daniel Rincón          | Orbitel                                         | + 3 min 25 s     |
| 8.º                   | Víctor Niño            | Lotería de Boyacá-Coordinadora                  | + 17 min 40 s    |
| 9.º                   | Uberlino Mesa          | Mixto 2                                         | + 24 min 42 s    |
| 10.º                  | Mauricio Neiza         | Orbitel                                         | + 25 min 25 s    |

### Clasificación de la montaña
| Clasificación de la montaña |                       |                                |        |
| Ciclista                    | Ciclista              | Equipo                         | Puntos |
| --------------------------- | --------------------- | ------------------------------ | ------ |
| 1.º                         | Álvaro Sierra         | Orbitel                        | 84     |
| 2.º                         | Libardo Niño Corredor | Lotería de Boyacá-Coordinadora | 74     |
| 3.º                         | José Rincón           | Orbitel                        | 73     |

### Clasificación de las metas volantes
| Clasificación de las metas volantes |                   |                               |        |
| Ciclista                            | Ciclista          | Equipo                        | Puntos |
| ----------------------------------- | ----------------- | ----------------------------- | ------ |
| 1.º                                 | José Agudelo      | Indeportes Boyacá Conalmicros | 49     |
| 2.º                                 | Miguel Ángel Díaz | Ciclo Ases Cundinamarca       | 21     |
| 3.º                                 | Gerardo Rodríguez | Indeportes Boyacá Conalmicros | 19     |

### Clasificación de la combinada
| Clasificación de la combinada |                        |                                |        |
| Ciclista                      | Ciclista               | Equipo                         | Puntos |
| ----------------------------- | ---------------------- | ------------------------------ | ------ |
| 1.º                           | Libardo Niño Corredor  | Lotería de Boyacá-Coordinadora | 30     |
| 2.º                           | José Rincón            | Orbitel                        | 33     |
| 3.º                           | Javier de Jesús Zapata | Orbitel                        | 35     |

### Clasificación de la regularidad
| Clasificación de la regularidad |                        |                                |        |
| Ciclista                        | Ciclista               | Equipo                         | Puntos |
| ------------------------------- | ---------------------- | ------------------------------ | ------ |
| 1.º                             | Libardo Niño Corredor  | Lotería de Boyacá-Coordinadora | 134    |
| 2.º                             | Javier de Jesús Zapata | Orbitel                        | 113    |
| 3.º                             | Walter Pedraza         | Orbitel                        | 102    |

### Clasificación de los novatos
| Clasificación de los novatos |                       |                                    |                   |
| Ciclista                     | Ciclista              | Equipo                             | Tiempo            |
| ---------------------------- | --------------------- | ---------------------------------- | ----------------- |
| 1.º                          | Mauricio Soler        | Orbitel                            | 54h 27 min 19 s   |
| 2.º                          | Luis Fernando Camargo | Indeportes Boyacá Conalmicros      | + 27 min 44 s     |
| 3.º                          | Rafael Montiel        | Los Plinios–Alcaldía de Fusagasugá | + 1 h 12 min 44 s |

### Clasificación por equipos
| Clasificación por equipos |                                                 |                  |
| Equipo                    | Equipo                                          | Tiempo           |
| ------------------------- | ----------------------------------------------- | ---------------- |
| 1.º                       | Orbitel                                         | 162 h 38 min 24s |
| 2.º                       | Lotería de Boyacá-Coordinadora                  | + 46 min 52 s    |
| 3.º                       | Aguardiente Antioqueño-Lotería de Medellín-IDEA | + 1h 06 min 47 s |